# Lomatogonium micranthum
Lomatogonium micranthum är en gentianaväxtart som beskrevs av H. Smith. Lomatogonium micranthum ingår i släktet stjärngentianor, och familjen gentianaväxter. Inga underarter finns listade i Catalogue of Life.